# سرزمین اصلی

سرزمین اصلی ایالات متحده بدون آلاسکا و هاوایی

سرزمین اصلی بخشی از یک محدوده سیاسی یا طبیعی چندبخشی است که نسبت به سایر قسمت‌ها مهم‌تر و معمولاً بزرگتر است. به‌طور خاص اصطلاح سرزمین اصلی در مورد کشورهای جهان کاربرد دارد و به آن قسمت از خشکی‌های یک کشور گفته می‌شود که بخش اصلی یا مهم کشور محسوب می‌شود. سرزمین اصلی به لحاظ سیاسی، اقتصادی و/یا جمعیتی مهم‌تر از سرزمین‌های دور مانند برون بومها یا جزایر اقیانوسی واقع در خارج از فلات قاره هستند.
در جغرافیا "سرزمین اصلی" می‌تواند به معنی بخش متصل به قاره (بخش قاره‌ای یا غیر منزوی) هر کشور یا محدوده سیاسی گفته شود. همچنین در یک کشور جزیره‌ای، به جزیره اصلی آن مجمع الجزایر، سرزمین اصلی گفته می‌شود که معمولاً پایتخت و مرکز حکومت آن کشور را در خود جای می‌دهد. در جغرافیای سیاسی، گاه به جای عبارت "سرزمین اصلی، از عباراتی مانند متروپل به عنوان یک مترادف برای قلمروهای خارجی کشور استفاده می‌کنند. اگر سرزمین اصلی به "قلب" کشور تعبیر شود، نقش آن مخالف سرزمین‌های فرعی یا حاشیه‌ای خواهد بود.
نحوه و سطح کاربرد اصطلاح سرزمین اصلی یکسان نیست. از دیدگاه مردم جزیره تاسمانی، قاره استرالیا سرزمین اصلی است؛ در حالی که برای ساکنان جزیره فلیندرز (از جزایر نزدیک و وابسته به تاسمانی)، خود جزیره تاسمانی نیز سرزمین اصلی محسوب می‌شود.

## کاربرد در کشورهای مختلف
- سرزمین اصلی ایالات متحده، در برابر آلاسکا، هاوایی و قلمروها
- سرزمین اصلی استرالیا، در برابر جزیره تاسمانی و قلمروها
- سرزمین اصلی چین، در برابر منطقه‌های ویژه اداری
- آرژانتین در برابر تیرا دل فوئگو (ایالت)
- برزیل در مقایسه با مناطقی چون فرناندو دی نوروها.
- کانادا در برابر جزایر آن.
- اکوادور در برابر گالاپاگوس
- سرزمین اصلی اروپا در مقابل کشورهای جزیره‌ای مانند انگلستان.
- سرزمین اصلی هند
- سرزمین اصلی ایتالیا
- سرزمین اصلی ژاپن
- سرزمین اصلی کره
- سرزمین اصلی ماداگاسکار
- سرزمین اصلی فنلاند
- سرزمین اصلی مالزی
- سرزمین اصلی فیلیپین
- سرزمین اصلی هلند
- سرزمین اصلی نروژ
- جزیره تایوان در مقابل کینمن و سایر جزیره‌ها
- جزیره جنوبی نیوزلند در مقابل جزیره شمالی و سایر جزیره‌ها.

## یادداشت
1. ↑  «Mainland». ٍEnglish Wikipedia.